# Saint-Martin-du-Mont (Côte-d'Or)
Saint-Martin-du-Mont is een gemeente in het Franse departement Côte-d'Or (regio Bourgogne-Franche-Comté) en telt 407 inwoners (2005). De plaats maakt deel uit van het arrondissement Dijon.

## Geografie
De oppervlakte van Saint-Martin-du-Mont bedraagt 36,9 km², de bevolkingsdichtheid is 11,0 inwoners per km².
De onderstaande kaart toont de ligging van Saint-Martin-du-Mont (Côte-d'Or) met de belangrijkste infrastructuur en aangrenzende gemeenten.

## Demografie
Onderstaande figuur toont het verloop van het inwonertal (bron: INSEE-tellingen).
1. ↑  Populations de référence 2022.